# Gerassim Petrowitsch Pawski

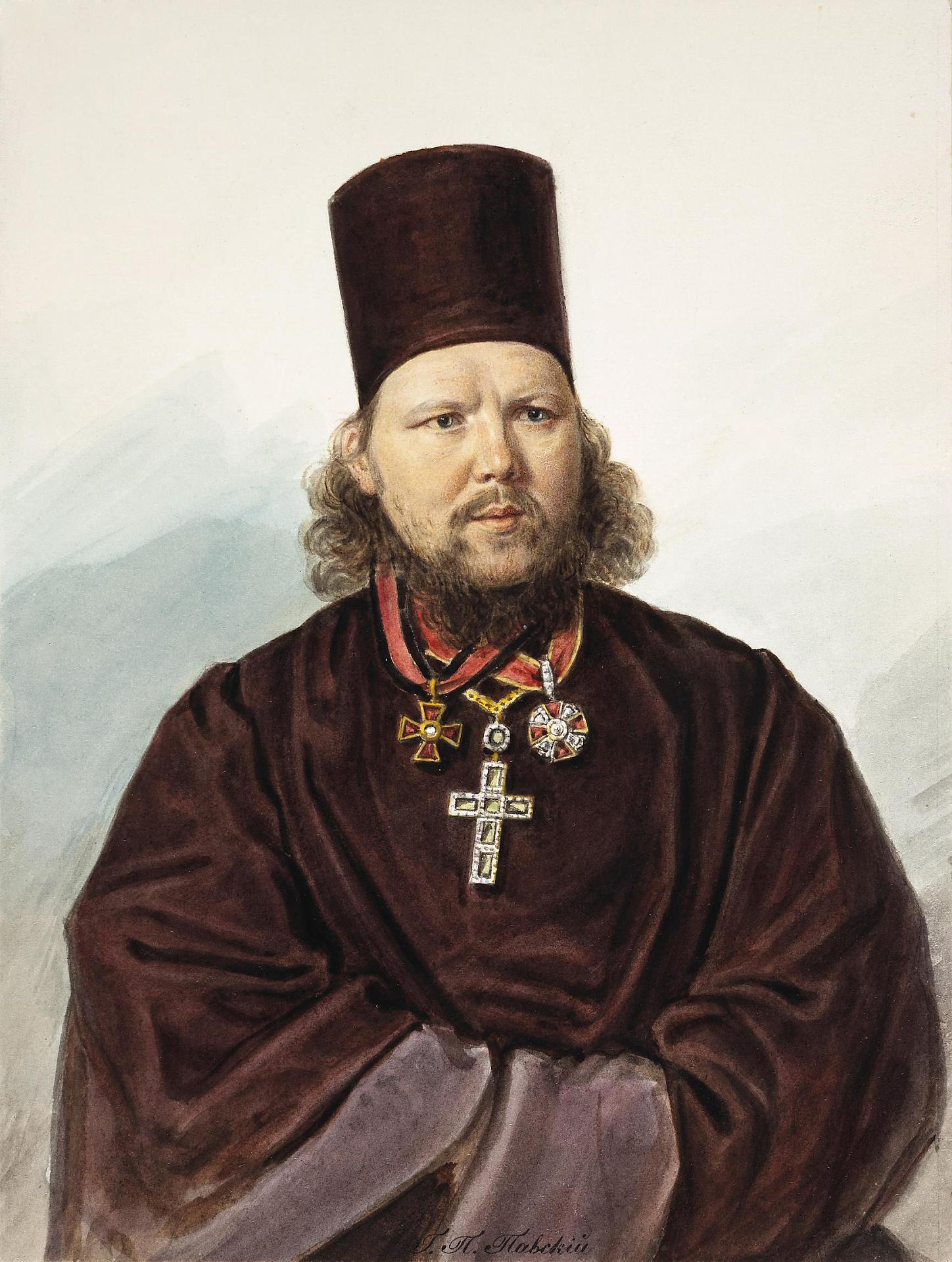
Gerassim Petrowitsch Pawski (J. Reimers, 1835, Eremitage (Sankt Petersburg))

Gerassim Petrowitsch Pawski (russisch Герасим Петрович Павский; * 4. Märzjul. / 15. März 1787greg. in Pawy, Rajon Porchow; † 19. Apriljul. / 1. Mai 1863greg. in St. Petersburg) war ein russischer Priester, Philologe, Bibelübersetzer und Hochschullehrer.

## Leben
Gerassim Petrowitsch, Sohn des Ortspriesters Pjotr Makarjew, wurde als Zehnjähriger in das Geistliche Alexander-Newski-Seminar in St. Petersburg aufgenommen, wo er wie üblich den neuen Familiennamen Pawski erhielt. Er stand immer an der Spitze der Schülerlisten und wurde zum Lehrer der unteren Klassen bestellt. Da sein Vater die Ausbildung nicht bezahlen konnte, war er mittellos, so dass er wohlhabenden weniger begabten Schülern verschiedene Dienste leistete. 1814 schloss er das Studium als Bester ab und wurde zum Magister der Theologie promoviert. Seine Magisterarbeit, in der er das Buch der Psalmen archäologisch, philologisch und hermeneutisch untersuchte und die er auf Russisch statt wie üblich auf Latein geschrieben hatte, wurde zur Veröffentlichung empfohlen. Er verließ das Seminar als Lehrer.
1816–1817 gab Pawski Religionsunterricht im Lyzeum Zarskoje Selo. 1818 wurde er Professor für Hebräische Sprache an der Universität St. Petersburg und verfasste eine hebräische Grammatik mit weiteren Auflagen 1822, 1839 und 1855 in Moskau. 1819 wurde er Professor der Theologie der Geistlichen Akademie Sankt Petersburg. Er war Übersetzer in der Russischen Bibelgesellschaft. 1821 wurde ihm der Doktortitel verliehen. In seinen Vorlesungen zum Alten Testament benutzte er die Texte aus seiner eigenen Übersetzung und eine Chronologie, die vom etablierten Bibelkanon abwich.
1826 wurde Pawski zum Religionslehrer des Thronfolgers Alexander Nikolajewitsch ernannt. 1835 wurde ihm auf Drängen der Metropoliten Serafim Glagolewski von St. Petersburg und Philaret Drosdow von Moskau dieses Amt entzogen. 1841 zeigte Agafangel Solowjow dem Metropoliten Philaret Amfiteatrow von Kiew eine gefährliche neue Untergrundübersetzung der Bibel an, die er für eine Versuchung Pawkis hielt. Darauf wurde der Oberprokuror des Heiligen Synods Graf Nikolai Alexandrowitsch Protassow eingeschaltet und eine Untersuchung des Verhaltens Pawskis begonnen. Ungefähr 300 Exemplare der Übersetzung wurden beschlagnahmt und vernichtet. Einige Kopien wurden im Heiligen Synod unter Verschluss aufbewahrt. Auf eine Maßregelung Pawskis wurde verzichtet, um die Angelegenheit nicht laut werden zu lassen. Die Angelegenheit wurde im Stillen mit einer Ermahnung Pawskis und der Überwachung der am heimlichen Druck der Übersetzung Beteiligten beendet. Einige Lehrer der Akademie wurden entlassen.
1844 erhielt Pawski den Demidow-Preis. 1858 wurde Pawski zum Ordentlichen Mitglied der St. Petersburger Akademie der Wissenschaften gewählt.
Ab Anfang der 1860er Jahre konnte Pawski aufgrund eines Beinleidens nicht mehr seine Wohnung verlassen. Er wurde auf dem Friedhof der Kaiserlichen Porzellanmanufaktur St. Petersburg begraben, der in der Zeit der Sowjetunion zerstört wurde.